# Alsóbulzesd
Alsóbulzesd (románul: Bulzeștii de Jos), település Romániában, Erdélyben, Hunyad megyében.

## Fekvése
Felsőbulzesd mellett fekvő település.

## Története
Alsóbulzesd korábban Felsőbulzesd része volt. 1956-ban vált külön településsé 212 lakossal. 1966-ban 177, 1977-ben 170, 1992-ben 105, a 2002-es népszámláláskor 87 román lakosa volt.

## Nevezetesség
- Szent Mihály és Gábriel arkangyalok-fatemplom[1]